# ユン・チェギョン
ユン・チェギョン（윤채경／尹彩暻、1996年7月7日 - ）は、韓国出身の女性歌手。2012年、PURETTYのメンバーとしてデビューしたが、2014年にPURETTYは解体。2016年、「PRODUCE 101」に参加。「PRODUCE 101」の最終順位は16位。「PRODUCE 101」放映終了後のプロジェクトグループC.I.V.AとI.B.Iのメンバーとして活動した。APRILのメンバー。

## 音楽活動

### ソロ
- "時計" (2016年、チェウォンとのデュエット)

## その他の活動

### テレビ番組
- 「音楽の新2」（Mnet、2016年)
- 「Plan Man」（Trend E、2016年)
- 「PRODUCE 101」（Mnet、2016年)